# Тензор инерции
Тензор инерции — в механике абсолютно твёрдого тела — тензорная величина, связывающая момент импульса тела и кинетическую энергию его вращения с угловой скоростью:
{\displaystyle \ {\vec {L}}=J{\vec {\omega }}}
где {\displaystyle \ J} — тензор инерции, {\displaystyle \ {\vec {\omega }}} — угловая скорость, {\displaystyle {\vec {L}}} — момент импульса
{\displaystyle \ E_{kin\ rot}={1 \over 2}\ {\vec {\omega }}^{\,T}\cdot J\cdot {\vec {\omega }}}
{\displaystyle \ E_{kin}=E_{kin\ rot}+{p^{2} \over 2m}},
в компонентах это выглядит так:
{\displaystyle \ L_{i}=\sum _{j}J_{ij}\omega _{j}}
{\displaystyle \ E_{kin\ rot}={1 \over 2}\sum _{ij}\omega _{i}J_{ij}\omega _{j}}
Используя определение момента импульса системы N материальных точек (перенумерованных в формулах ниже индексом k):
{\displaystyle \ {\vec {L}}=\sum _{k=1}^{N}[\ {\vec {r}}_{k}\times (\ m_{k}\ {\vec {v}}_{k}\ )\ ]}
и кинематическое выражение для скорости через угловую скорость:
{\displaystyle \ {\vec {v}}=[\ {\vec {\omega }}\times {\vec {r}}\ ]}
и сравнивая с формулой, выражающей момент импульса через тензор инерции и угловую скорость (первой в этой статье), нетрудно получить явное выражение для тензора инерции:
{\displaystyle \ J_{ij}=\sum _{k}\ m_{k}\ (\delta _{ij}r_{k}^{2}-r_{i_{k}}r_{j_{k}})\ }
или в непрерывном виде:
{\displaystyle \ J_{ij}=\int (\delta _{ij}r^{2}-r_{i}r_{j})\ dm=\int (\delta _{ij}r^{2}-r_{i}r_{j})\ \rho dV},
где r — расстояния от точек до центра, относительно которого вычисляется тензор инерции, а ri — координатные компоненты соответствующих отрезков, i и j — номера координат (от 1 до 3), индекс же k (от 1 до N) в дискретной формуле нумерует точки системы или маленькие части, её составляющие.
Уже из этих формул явно видно, что тензор инерции любого тела зависит от точки, относительно которой он рассчитан. Обычно выделенную роль играет тензор инерции относительно центра масс тела (тогда p в третьей формуле — это просто импульс тела). Также может быть удобно пользоваться моментом инерции, рассчитанным относительно закрепленной (неподвижной) точки тела или точки, находящейся на закреплённой оси вращения. Пересчёт тензора инерции для нового центра, зная его относительно старого, позволяет легко осуществить теорема Штейнера (она же позволяет сделать это и в виде пересчёта, например, формулы кинетической энергии, позволяя, таким образом, оперировать только тензором инерции относительно центра масс).
Из этих же формул видно, что это симметричный тензор, то есть Jij=Jji.
В непрерывном виде формулу можно вывести следующим образом:
{\displaystyle {\vec {L}}=\int \limits _{(m)}[\ {\vec {r}}\times (\ {\vec {v}}dm\ )\ ]=\rho \int \limits _{(V)}[\ {\vec {r}}\times [\ {\vec {\omega }}\times {\vec {r}}\ ]\ ]dV}
Откуда по формуле Лагранжа получим
{\displaystyle {\vec {L}}=\rho \int \limits _{(V)}[\ {\vec {\omega }}\cdot r^{2}-{\vec {r}}({\vec {\omega }},\ {\vec {r}})\ ]dV}
Запишем разложение векторов {\displaystyle \ {\vec {v}}} и {\displaystyle \ {\vec {r}}} в ортонормированном базисе:
{\displaystyle \ {\vec {r}}=x{\vec {i}}+y{\vec {j}}+z{\vec {k}}}
{\displaystyle \ {\vec {\omega }}=\omega _{x}{\vec {i}}+\omega _{y}{\vec {j}}+\omega _{z}{\vec {k}}}
По свойствам скалярного произведения,
{\displaystyle \ ({\vec {\omega }},\ {\vec {r}})=x\omega _{x}+y\omega _{y}+z\omega _{z}}
С учетом того, что {\displaystyle \ r^{2}=x^{2}+y^{2}+z^{2}} можем записать проекции вектора момента импульса на оси:
{\displaystyle L_{x}=\rho \int \limits _{(V)}\left(\omega _{x}(x^{2}+y^{2}+z^{2})-x(x\omega _{x}+y\omega _{y}+z\omega _{z})\right)dV}
Или, приведя подобные слагаемые
{\displaystyle L_{x}=\rho \int \limits _{(V)}\left(\omega _{x}(y^{2}+z^{2})-\omega _{y}xy-\omega _{z}xz\right)dV}
Аналогично
{\displaystyle L_{y}=\rho \int \limits _{(V)}\left(\omega _{y}(x^{2}+z^{2})-\omega _{x}yx-\omega _{z}yz\right)dV}
{\displaystyle L_{z}=\rho \int \limits _{(V)}\left(\omega _{z}(x^{2}+y^{2})-\omega _{x}zx-\omega _{y}zy\right)dV}
Введем обозначения:
{\displaystyle J_{xx}=\rho \int \limits _{(V)}(y^{2}+z^{2})dV}
{\displaystyle J_{yy}=\rho \int \limits _{(V)}(x^{2}+z^{2})dV}
{\displaystyle J_{zz}=\rho \int \limits _{(V)}(x^{2}+y^{2})dV}
{\displaystyle J_{xy}=J_{yx}=-\rho \int \limits _{(V)}xydV}
{\displaystyle J_{xz}=J_{zx}=-\rho \int \limits _{(V)}xzdV}
{\displaystyle J_{yz}=J_{zy}=-\rho \int \limits _{(V)}yzdV}
Из них можно составить тензор инерции в матричном виде:
{\displaystyle J={\begin{vmatrix}J_{xx}&J_{xy}&J_{xz}\\J_{yx}&J_{yy}&J_{yz}\\J_{zx}&J_{zy}&J_{zz}\\\end{vmatrix}}}
Легко проверить, что согласно нашим обозначениям, верна тензорная связь:
{\displaystyle \left\{{\begin{aligned}L_{x}=J_{xx}\omega _{x}+J_{xy}\omega _{y}+J_{xz}\omega _{z}\\L_{y}=J_{yx}\omega _{x}+J_{yy}\omega _{y}+J_{yz}\omega _{z}\\L_{z}=J_{zx}\omega _{x}+J_{zy}\omega _{y}+J_{zz}\omega _{z}\\\end{aligned}}\right.}
Как и любой симметричный тензор, тензор инерции может быть диагонализирован, то есть можно найти три ортогональные оси координат (собственные оси, орты которых являются собственными векторами и образуют собственный базис тензора инерции) — жестко связанные, конечно, с твёрдым телом, — в которых матрица тензора инерции диагональна, и её собственные числа (собственные числа тензора инерции) определяют главные моменты инерции тела.
Нетрудно видеть, что главные моменты инерции совпадают с осевыми моментами инерции относительно главных осей:
{\displaystyle \ J_{xx}=\int (y^{2}+z^{2})dm=\int r_{yz}^{2}dm},
{\displaystyle \ J_{yy}=\int (x^{2}+z^{2})dm=\int r_{xz}^{2}dm},
{\displaystyle \ J_{zz}=\int (x^{2}+y^{2})dm=\int r_{xy}^{2}dm},
(внимание: x, y и z в этих формулах подразумевают именно главные оси, если мы хотим совпадения с главными моментами).
- Все формулы этой статьи предполагали использование ортонормированного базиса, поэтому используются только нижние тензорные индексы, так как в этом случае между верхними и нижними индексами нет разницы.
- Тензор инерции можно считать обобщением понятия момента инерции относительно оси; связь этих величин — см. в статье Момент инерции (там собственные числа тензора инерции обозначены как {\displaystyle J_{X},J_{Y},J_{Z}}). При чтении статьи по ссылке следует иметь в виду некоторое различие обозначений, так, в той статье {\displaystyle J_{xy},J_{yz},J_{zx}} обозначены не соответствующие компоненты тензора инерции, а центробежные моменты инерции, которые совпадают по модулю с соответствующими компонентами тензора, но имеют противоположный знак.

## Другие применения термина
Иногда термин тензор инерции применяется к математически аналогичным конструкциям, не имеющим прямого механического смысла, например, если ρ в формулах — не плотность массы, а плотность других величин, например, плотность статистического распределения; да и пространство, в котором происходит расчет может быть в принципе любым, хотя при этом наиболее осмыслен случай одинаковой природы всех осей (то есть одинаковых единиц измерения по ним). Это применение термина представляет собой прямую геометрическую аналогию, так же, как применение таких терминов, как центр масс или центр тяжести в подобном контексте.
В случае применения термина тензор инерции к плотностям распределений, особенно если он считается относительно «центра тяжести», речь идет по сути о матрице ковариации, причем задача нахождения её собственных векторов и собственных чисел также может обсуждаться в терминах «главных осей» и «главных моментов», что соответствует не только аналогии с моментом инерции, но и вполне строгой терминологии вторых моментов многомерного распределения (многомерной случайной величины) в статистике (и суть, и терминология здесь могут быть очень близки). При этом, в двумерном случае тензор инерции и матрица ковариации в собственных осях полностью совпадают — с точностью до перестановки осей, а в случаях большей размерности речь идет не о совпадающих, а только о близко связанных формально и по смыслу матрицах, диагонализующихся при этом в одном и том же базисе (имеющих одни и те же собственные оси).